# 崖白菜属
崖白菜属（学名：Triaenophora）是玄参科下的一个属，为多年生草本植物。该属共有2种，分布于中亚和中国。

## 下属物种
- 全缘叶呆白菜 Triaenophora integra
- 呆白菜 Triaenophora rupestris